# 范茹草
范茹草（1996年5月30日—），越南女子羽毛球運動員。

## 簡歷
2015年8月，范茹草分別與黎秋玄和杜俊德出戰保加利亞公開賽，在女双决赛以2比0（21-19、21-9）击败了法国的玛丽·巴托梅内/安妮·特兰夺得其首个國際系列賽女双冠军；而混双决赛因对方退赛，再次赢得混双冠軍。同期8月，她与杜俊德出战斯洛伐克羽毛球公開賽，在混双决赛以1比2（21-18、13-21、12-21）不敌赛会3号种子、英格兰强档的本·莱恩/杰西卡·皮尤，赢得亚军。
2016年3月，范茹草与杜俊德出战葡萄牙羽毛球國際賽，在混双决赛以1比2（19-21、21-17、19-21）不敌丹麦强档的米克尔·米克尔森/麦尔·苏罗，赢得亚军同年7月，她與杜俊德出战加拿大羽毛球大獎賽，在混双决赛以2比1（21-9、10-21、21-13）击败了赛会4号种子、瑞典强档的尼科·鲁波宁/阿曼达·赫格斯特伦，夺得其首个国际大獎賽混双冠军。
2018年2月，范茹草与杜俊德出战奧地利羽毛球公開賽，在混双準决赛以0比2（13-21、14-21）不敌赛会头号种子、俄罗斯强档的叶夫根尼·德雷明/叶夫根尼亚·迪莫娃。同年3月，她与杜俊德出战越南羽毛球國際挑戰賽，在混双决赛以2比1（20-22、24-22、21-15）击败了赛会2号种子、俄罗斯强档的叶夫根尼·德雷明/叶夫根尼亚·迪莫娃，赢得国际赛混双冠军。

## 主要比賽成績
只列出曾進入準決賽的國際賽事成績：
| 年份   | 賽事                   | 公開賽級別 | 項目     | 搭檔   | 成績   |
| ------ | ---------------------- | ---------- | -------- | ------ | ------ |
| 2014年 | 越南羽毛球國際系列賽   | 國際系列賽 | 混合雙打 | 陶孟胜 | 冠軍   |
| 2015年 | 保加利亞羽毛球公開賽   | 國際系列賽 | 女子雙打 | 黎秋玄 | 冠軍   |
| 2015年 | 保加利亞羽毛球公開賽   | 國際系列賽 | 混合雙打 | 杜俊德 | 冠軍   |
| 2015年 | 斯洛伐克羽毛球公開賽   | 未來系列賽 | 混合雙打 | 杜俊德 | 亞軍   |
| 2016年 | 葡萄牙羽毛球國際賽     | 國際系列賽 | 混合雙打 | 杜俊德 | 亞軍   |
| 2016年 | 加拿大羽毛球大獎賽     | 大獎賽     | 混合雙打 | 杜俊德 | 冠軍   |
| 2018年 | 奧地利羽毛球公開賽     | 國際挑戰賽 | 混合雙打 | 杜俊德 | 準決賽 |
| 2018年 | 越南羽毛球國際挑戰賽   | 國際挑戰賽 | 混合雙打 | 杜俊德 | 冠軍   |
| 2022年 | 東南亞運動會羽毛球比賽 | 其他       | 女子團體 | －     | 銅牌   |

| 2007-2017年 | 首要超級賽 | 超級賽 | 黃金大獎賽 | 大獎賽 | 國際挑戰賽 | 國際系列賽 | 未來系列賽 | 其他 |

| 2018-2026年 | 總決賽 | 超級1000賽 | 超級750賽 | 超級500賽 | 超級300賽 | 超級100賽 | 國際挑戰賽 | 國際系列賽 | 未來系列賽 | 其他 |

### 奧運會和世錦賽參賽紀錄
|          | 搭檔   | 2018 |
| -------- | ------ | ---- |
| 混合雙打 | 杜俊德 | 32強 |